# Сунчеве бакље
Сунчева бакља је силовита експлозија у сунчевој атмосфери, са енергијом, која је еквивалентна милијардама мегатона ТНТ. Експлозија путује брзином око милион километара на час, а понекад и брже. Сунчеве бакље имају утицај на електромагнетни пренос у многим телекомуникационим уређајима на Земљи. Соларне бакље се дешавају у сучевој корони и хромосфери. Плазма се загријава на десетке милиона келвина и убрзавају се електрони, протони и тежи јони до брзина блиских брзини светлости. 
Производе електромагнетно зрачење дуж електромагнетског спектра на свим таласним дуљинама од дугих радио-таласа до најкраћих гама зрака. Већина бакљи дешава се око сунчевих пега, где је магнетско поље најјаче. Треба неколико сати или чак дана да се накупи енергија, која се онда ослобађа у соларној бакљи. Ослобађање енергије се деси за минуту две.
Први пут су примећене 1859. Звездане бакље примећене су и на звездама. Учесталост бакљи варира од неколико на дан до мање од једне седмично, а то је када је Сунце у мирнијем периоду.

## Класификација пламенова
Класификују се као (A,B,C,M X) према вршном току енергије рендгенског зрачења (од 1 до 8 ангстрема тј 1 × 10-10 до 8 × 10-10метара таласне дужине) у ватима по квадратном метру у близини Земље. Мерења се врше GOES сателитом. Свака класа је 10 пута снажнија од претходне, тако да су B пламенови 10 пута снажнији од А пламенова, а C пламенови 100 пута снажнија од А пламенова. X класа је одређена као 0,0001 ват по квадратном метру.
Два највећа пламена су забележена као X20 (0,002 вата по квадратном метру) и десила су се 16. августа 1989. и 2. априла 2001. Међутим 4. новембра 2003. је забечежен пламен као X28 (0.0028 вата по квадратном метру). Пошто су детектори били засићени током тога догађаја, претпоставаља се да је пламен био X40 до X45. 
Најснажнији пламен икада примећену задњих 500 година је вероватно био у септембру 1859. Видео га је британски астроном Ричард Карингтон.

## Опасност
Пламенови се повезују са короналним избацивањем масе, што много утиче на нашу климу. Производе се честице великих енергија, које чине сунчев ветар, који долази до земљине магнетосфере. Постоје опасности озрачења астронаута за време јаких сунчевих бакљи. Ток рендгенског зрачења повећава јонизацију горњих слојева атмосфере, који интерагирају са краким радио-таласима. Могу допринети аурори бореалис и аурори аустралис тј поларној светлости.
Соларне бакље ослобађају каскаду честица велике енергије, што је познато као протонска олуја. Протони могу проћи кроз људско тело и направити биохемијско оштећење. За већину протонских олуја потребно је два или више сати да стигну до Земље. Међутим 20. јануара 2005. протонска олуја је на земљу стигла 15 минута после примећивања.